# Александр Білодо
Александр Білодо (фр. Alexandre Bilodeau, 8 вересня 1977) — канадський фристайліст, спеціаліст із могула, олімпійський чемпіон.

## Кар'єра
На етапах Кубках світу Білодо почав змагатися у сезоні 2005/2006. В тому сезоні він зумів виграти один із етапів, ставши наймолодшим переможцем у могулі в історії, а за підсумками сезону зайняв друге місце та здобув титул новачка року за версією Всесвітньої лижної федерації. 2009-го він переміг у чотирьох поспіль етапах Кубку світу і двічі був частиною канадського п'єдесталу разом з Венсаном Маркі та П'єром-Александром Руссо. Після цих перемог він став володарем Кубку світу.
Золоту олімпійську медаль і звання олімпійського чемпіона Білодо виборов на Олімпійських іграх у Ванкувері, ставши першим канадцем, який зумів здобути медаль на іграх, що проводилися на канадській землі. Йому вдалося вибороти золоту олімпійську медаль у змаганнях із могулу також на іграх у Сочі.